# Disa arida
Disa arida är en orkidéart som beskrevs av Vlok. Disa arida ingår i släktet Disa och familjen orkidéer. Inga underarter finns listade i Catalogue of Life.